# Marguerite Church
Marguerite Stitt Church (New York, 27 settembre 1892 – Evanston, 26 maggio 1990) è stata una politica e psicologa statunitense, deputata per lo stato dell'Illinois alla Camera dei Rappresentanti.

## Biografia
Laureata alla Columbia University, la Church svolse la professione di psicologa e quando suo marito, il deputato repubblicano Ralph E. Church, morì mentre era ancora in carica, la vedova fece le veci del defunto per circa un anno finché, candidatasi per ottenere ufficialmente il seggio, venne eletta.
La Church riscosse notevole successo fra gli elettori, che la riconfermarono per altri cinque mandati. Oltre a partecipare alla convention repubblicana del 1964, la Church fu anche nel consiglio dei direttori delle Girl Scouts of America.
Marguerite Church morì nel 1990, all'età di novantasette anni.